# مدرسه شبانه‌روزی

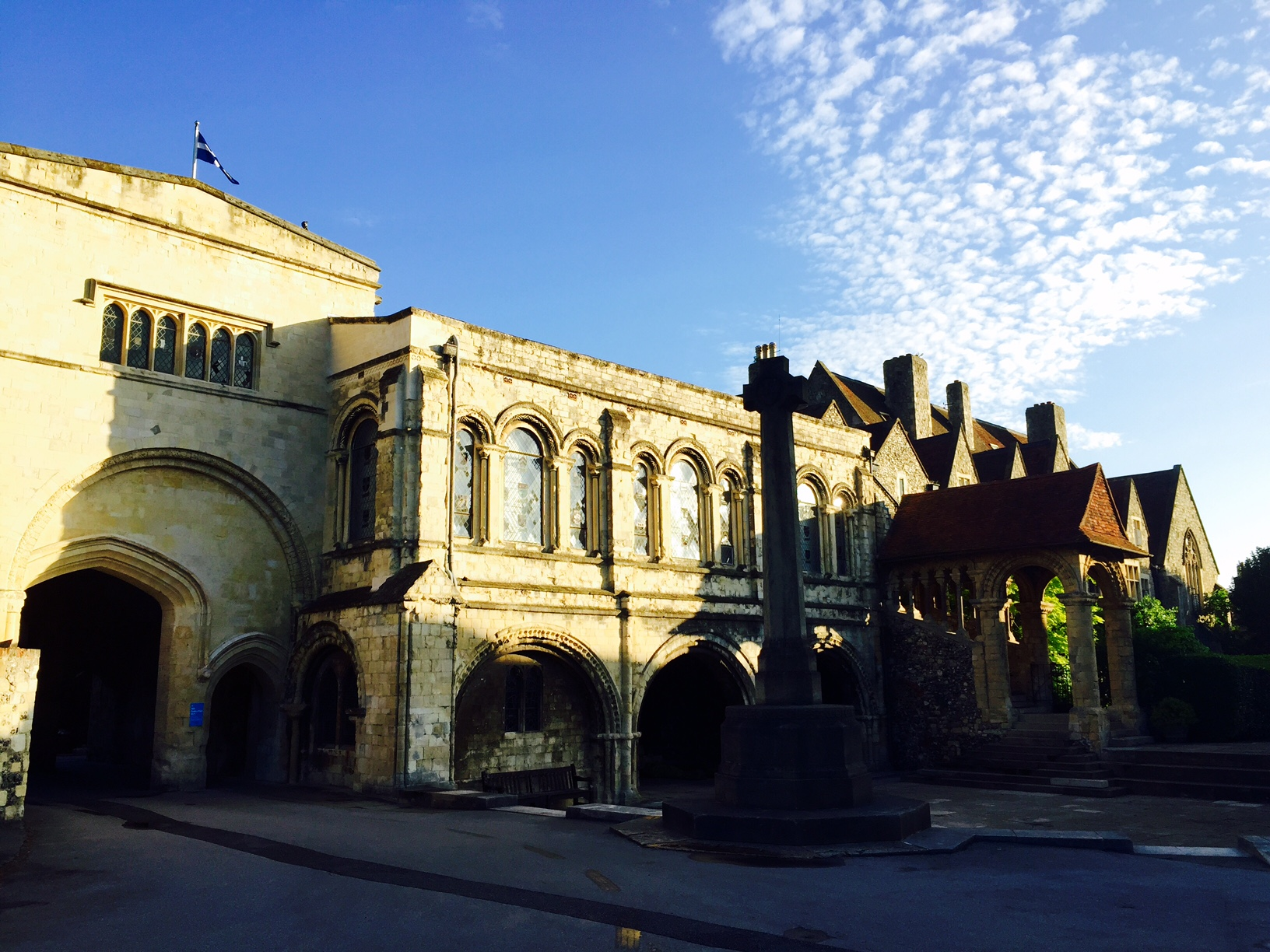
تصویری از یک مدرسه شبانه روزی

مدرسهٔ شبانه‌روزی آموزشگاهی است که در آن دانش‌آموزان در طی سال تحصیلی با همشاگردی‌های خود درس می‌خوانند و زندگی می‌کنند. در بعضی موارد آموزگاران و کارکنان مدارس نیز با دانش‌آموزان در یک محل زندگی می‌کنند.
مدارس شبانه‌روزی به آن دسته از مدارس گفته می‌شود که دانش آموزان نه تنها در آنجا تحصیل می‌کنند، بلکه در آنجا اقامت هم می‌کنند. مدارس شبانه‌روزی برای کودکان و نوجوانان زیر ۱۸ سال محیطی قانون مند را فراهم می‌کند.
از نمونه‌های این مدرسه‌ها:
- انستیتو لو روزه در سوئیس
- آکادمی ملک
- مدرسه نمونه دولتی